# Priorado do Santo Sepulcro (Thetford)
O Priorado do Santo Sepulcro foi uma casa monástica medieval em Thetford, Norfolk. As ruínas desta igreja do século 14 são os únicos vestígios remanescentes na Inglaterra de um priorado dos Cónegos do Santo Sepulcro, que ajudou os peregrinos a viajar até ao túmulo de Cristo. Mais tarde, foi usado como um celeiro, e é um edifício listado como Grau I.